# Moussa Sissako
Ne doit pas être confondu avec Moussa Sissoko.
Moussa Sissako, né le 10 novembre 2000 à Clichy en France, est un footballeur international malien qui évolue au poste de défenseur central au FK IMT Belgrade.

## Biographie
Moussa Sissako est né à Clichy en Île-de-France, dans une famille aux origines maliennes,,. Il a commencé à jouer au foot à l'âge de 5 ans, au Racing Club de France dans les Hauts-de-Seine, avant de rejoindre le centre de formation du Paris SG en 2012,,,.

### Carrière en club

#### Formation à Paris
Champion de France avec les moins de 17 ans parisiens en 2016 et 2017, avant d'intégrer les moins de 19 ans — notamment en UEFA Youth League — puis l'équipe réserve, Sissako signe son premier contrat professionnel avec les Parisiens le 22 juin 2018, le liant au club de la capitale jusqu'à l'été 2021,,, alors que plusieurs sources l'évoquaient sur le départ,,.
N'ayant pas encore fait ses débuts professionnels, contrairement à plusieurs de ses camarades du centre de formation comme Loïc Mbe Soh ou Tanguy Kouassi, Sissako est prêté au Standard de Liège le 28 janvier 2020, jusqu'à la fin de saison, avec une option d'achat,. Plusieurs clubs étrangers avaient aussi manifesté leur intérêt pour le jeune joueur auparavant, à l'image du Celtic de Glasgow, Brighton, Newcastle, Utrecht ou encore Wolverhampton,,,,,,.

#### Affirmation à Liège
Après cette demi-saison en espoir à Liège, il est transféré définitivement au Standard pour un montant situé entre 400 000 et 500 000 €,,,.
Il fait ses débuts professionnels avec les Belges le 3 février 2021, titulaire lors d'une victoire 4-1 en Coupe de Belgique contre Seraing,.
Il marque son premier but lors d'un match de championnat contre l'Union Saint-Gilloise (défaite 1-3).
En conflit avec le Standard de Liège et écarté du noyau professionnel à l'été 2022, le club belge refusant d'acter la volonté de départ de Sissako, il décide finalement de rompre unilatéralement son contrat avec les liégeois ; une décision qui — après négociations financières — est finalement validée par le club au 31 août 2022,.

#### FK Sotchi
Dans la foulée, il signe un contrat de trois saisons pour le club russe du FK Sotchi.

#### Prêt au RWDM
En septembre 2023, Moussa Sissako revient en Belgique au RWDM, club bruxellois promu en division 1, sous la forme d'un prêt d'une saison.

### Carrière en sélection
Sissako est appelé avec les moins de 18 ans français pour les Jeux méditerranéen en juin 2018,. Auparavant, le jeune défenseur avait également joué avec l'équipe de France senior, lors d'un match d'entrainement face aux moins de 19 ans du PSG en mai 2018, où il se voit titularisé aux côtés de Pavard, Kimpembe et Lucas Hernandez, qui seront sacrés champions du monde quelques mois plus tard,.
Il change néanmoins d'allégeance l'année suivante, intégrant l'équipe du Mali des moins de 23 ans pour la Coupe d'Afrique des Nations 2019,,,.
Il fait ses débuts pour l'équipe du Mali senior le 7 octobre 2021, pour sa première convocation, lors d'une victoire 5-0 contre le Kenya en qualifications pour la Coupe du Monde.

## Style de jeu
Défenseur droitier proche de l'ambidextrie,,, Sissako est ainsi capable de jouer comme défenseur central gauche ou droit dans une défense à quatre, mais aussi à tous les postes d'une défense à trois,,.
Possédant « toutes les qualités du défenseur moderne » selon les mots de Mbaye Leye, l'entraineur de ses débuts au Standard, il apparait très tôt comme un central habile dans la relance et la construction du jeu,. Ses entraineurs en équipes de jeunes au PSG le décrivent comme un défenseur « élégant », moins percutant que ses coéquipiers de l'époque tels que Mbe Soh et N’Soki ou encore Kimpembe, mais n'ayant rien à leur envier en termes de qualités intrinsèques.
Capable aussi d'avoir un jeu plus agressif, il est néanmoins à ses débuts un joueur manquant encore de constance dans la maitrise de ses interventions,,. Lors des performances où Sissako est le plus en vue en Belgique, Luka Elsner —son deuxième coach à Liège — le définit comme un joueur « sobre, propre dans ses interventions et jamais pris dans le dos ».

## Vie privée
Moussa Sissako est le frère d'Abdoulaye, également footballeur professionnel et évoluant aussi en Belgique, à Zulte Waregem. Son autre frère, Souleymane, est lui son conseiller,. Sa sœur, Assitan Sissako, est consultante et formatrice en affaires .

## Palmarès
| Paris Saint-Germain - Championnat de France des moins de 17 ans - Champion en 2015-16 et 2016-17 |  | Standard de Liège - Coupe de Belgique - Finaliste en 2020-21 |

## Statistiques
| Saison                | Club                  | Championnat           | Championnat | Championnat | Championnat | Coupe(s) nationale(s) | Coupe(s) nationale(s) | Coupe(s) nationale(s) | Compétition(s) continentale(s) | Compétition(s) continentale(s) | Compétition(s) continentale(s) | Compétition(s) continentale(s) | Mali | Mali | Mali | Total | Total | Total |
| Saison                | Club                  | Division              | M.          | B.          | P.d.        | M.                    | B.                    | P.d.                  | Comp.                          | M.                             | B.                             | P.d.                           | M.   | B.   | P.d. | M.    | B.    | P.d.  |
| 2020-2021             | Standard de Liège     | Jupiler Pro League    | 8           | 0           | 0           | 4                     | 0                     | 0                     | C3                             | -                              | -                              | -                              | -    | -    | -    | 12    | 0     | 0     |
| 2021-2022             | Standard de Liège     | Jupiler Pro League    | 11          | 0           | 0           | 3                     | 0                     | 0                     | -                              | -                              | -                              | -                              | 2    | 0    | 0    | 16    | 0     | 0     |
| Total sur la carrière | Total sur la carrière | Total sur la carrière | 19          | 0           | 0           | 7                     | 0                     | 0                     | -                              | -                              | -                              | -                              | 2    | 0    | 0    | 28    | 0     | 0     |